# St. Laurentius (Kronungen)

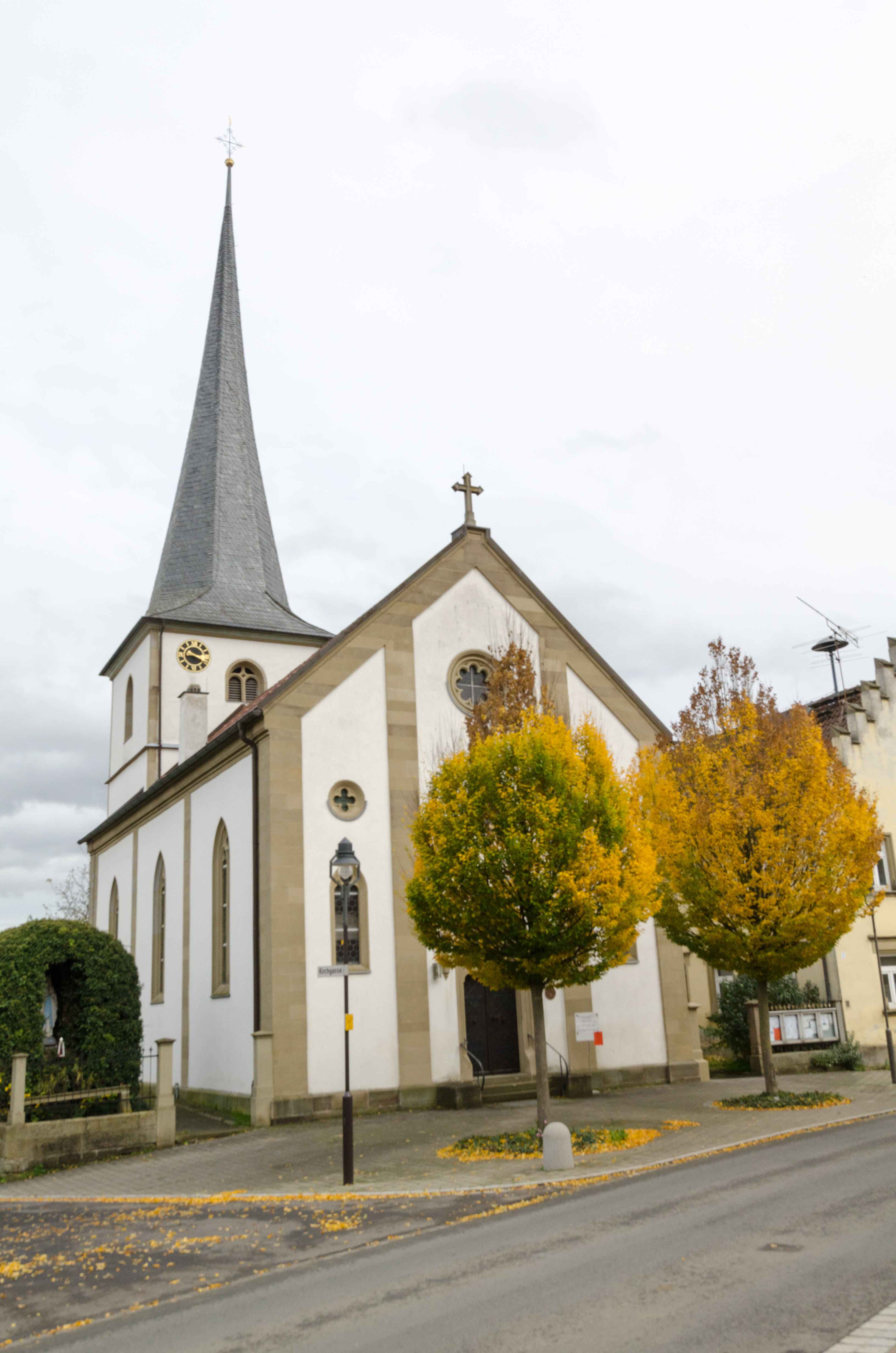
Kirche St. Lorenz

Die römisch-katholische Kirche St. Laurentius ist eine Kirche im bayerischen Kronungen, einem Dorf in der Gemeinde Poppenhausen im unterfränkischen Landkreis Schweinfurt. Sie gehört zu den Baudenkmälern in Poppenhausen und ist unter der Nummer D-6-78-168-28 in der Bayerischen Denkmalliste registriert. Die Kirche ist dem heiligen Laurentius von Rom geweiht.

## Geschichte
Vor Errichtung der heutigen St.-Laurentius-Kirche gab es in Kronungen eine St.-Stephans-Kirche, deren Entstehungszeit unbekannt ist und die den erhaltenen Resten zufolge möglicherweise eine Kirchenburg war.
Der Chorturm der St.-Laurentius-Kirche wurde in den Jahren 1601–1603 im Echter-Stil errichtet, das Langhaus entstand 1866/67.
Als die Kirche im Jahr 1887 renoviert wurde, legte der Kissinger Bildhauer Valentin Weidner am 30. August 1887 einen Kostenvoranschlag für den Hauptaltar mit zwei Reliefs für den Altartisch, den Marienaltar und den Josefsaltar mit einer neuen Josefsfigur über insgesamt 2031 Mark vor. Ob Weidner den Zuschlag für die Auftragserteilung erhielt, ist unbekannt. Zum Missfallen eines späteren Ortspfarrers von Kronungen wurde die Rechnung nicht aus der Kirchenkasse, sondern aus dem Treutlein’schen Legat beglichen; für dieses hatte Georg Treutlein 1000 Mark gestiftet.
Bei einer erneuten Renovierung der Kirche bescheinigte der Würzburger Architekt Hofmann als Gutachter am 2. Juli 1912 den Altären einen „geringen Kunstwert“ und bemängelte auf Grund ihrer bunten Fassung „die einfache und flache Gliederung dieser Gotik“, woraufhin die Altäre im Holzton bemalt wurden. Hundert Jahre später wurde die ursprüngliche Fassung wiederhergestellt.